# Відділення захисту народу
Відділення захисту народу (серб. Одељење за заштиту народа, хорв. Odjeljenje za zaštitu naroda, мак. Одделение за заштита на народот, словен. Oddelek za zaščito naroda) — контррозвідувальна служба НВАЮ у Другій світовій війні в Югославії, заснована 13 травня 1944 наказом Верховного головнокомандувача Народно-визвольної армії та партизанських загонів Югославії. Виконувала функції таємної поліції (служби безпеки і розвідки) при Комісії народної оборони Національного комітету визволення Югославії. У березні 1946 року реорганізована в Управління державної безпеки (УДБА) та контррозвідувальну службу (КОС) Югославської армії.
За допомогою своїх донощиків ОЗНА сіяла страх і трепет у тодішній державі.
ОЗНА за свою агресивну політику та нелюдські методи допитування «підозрюваних» стала відомою за приказкою ОЗНА све дозна (ОЗНА все дізнається). ОЗНА несе відповідальність за серію масових ліквідацій під час і після Другої світової війни.

## Устрій
ОЗНА складалася з чотирьох секторів: 
- Перший сектор відповідав за роботу за кордоном та на окупованих територіях. Начальником першого відділу був Максиміліан Баче.
- Другий відділ відповідав за роботу на визволеній території. Начальником другого відділу був Павле Пекич.
- Третій відділ мав напіврозвідувальні завдання у НВАЮ. Командиром третього відділу був Єфто Шашич.
- Четвертий відділ займався статистично-технічними питаннями. Командиром четвертого відділу був Міят Вулетич.

## Історія
На військово-політичній нараді керівництва Народно-визвольного руху у Столицях (Мачва, Сербія), що відбулася 26 вересня 1941, було створено перші розвідувальні і контррозвідувальні служби НВАЮ та затверджено систему організації і зв'язку цих органів.
У вересні 1943 р. при Верховному штабі НВАЮ утворено Сектор (відділ) захисту народу, а 13 травня 1944 за наказом Верховного головнокомандувача НВАЮ Йосипа Броз Тіто сформовано Відділення захисту народу — ОЗНА як єдиний орган усієї розвідувально-контррозвідувальної організації. Тоді начальником ОЗНА було призначено Олександра Ранковича.
15 серпня 1944 утворено Корпус народної оборони Югославії (КНОЮ) як виконавчий орган ОЗНА.
Після прийняття Конституції Федеративної Народної Республіки Югославії 31 січня 1946 служби безпеки та розвідки було реорганізовано. У березні 1946 року з Першого і Другого відділів ОЗНА було утворено Управління державної безпеки (УДБА) при Міністерстві внутрішніх справ ФНРЮ, а з Третього відділу ОЗНА утворилася контррозвідувальна служба (КОС) Югославської армії при Міністерстві народної оборони ФНРЮ.